# John Hughes (Regisseur)
John Wilden Hughes junior (* 18. Februar 1950 in Lansing, Michigan; † 6. August 2009 in Manhattan, New York City, New York) war ein US-amerikanischer Filmregisseur, -produzent und Drehbuchautor. Vor allem in den 1980er-Jahren zeichnete Hughes für einige erfolgreiche Hollywood-Komödien mitverantwortlich, die inzwischen als Klassiker gelten, und prägte das Genre des Teenagerfilms nachhaltig. Zu den bekanntesten Filmen unter seiner Mitarbeit zählen The Breakfast Club, Ferris macht blau, Ein Ticket für Zwei, Kevin – Allein zu Haus, Kevin – Allein in New York und die National-Lampoon-Komödien.

## Leben

### Frühes Leben und Anfänge
John Hughes wurde als Sohn eines Geschäftsmannes geboren und wuchs zunächst in Grosse Pointe, Michigan; dann später im Chicagoer Vorort Northbrook auf. Er besuchte bis zum Jahr 1968 die Glenbrook North High School in Northbrook. Die Highschool in diesem Ort diente auch als Drehort für ein paar seiner späteren Filme. Ein anschließendes Studium an der University of Arizona brach Hughes ab, stattdessen verdingte er sich zunächst als Witzeschreiber für Komiker, darunter für Rodney Dangerfield und Joan Rivers. Ab 1970 arbeitete er als einfacher Werbetexter in Chicago und New York. Basierend auf autobiografischen Kindheitserlebnissen verfasste Hughes die Kurzgeschichte Vacation '58 über einen chaotischen Familientrip. Diese Geschichte brachte ihm eine Anstellung bei der Satirezeitschrift National Lampoon, für die er in den folgenden Jahren zahlreiche humoristische Artikel verfasste.
Seine erste Arbeit für die Filmindustrie war das Drehbuch zu der Filmkomödie Ich glaub’ mein Straps funkt SOS aus dem Jahr 1982. Er wurde jedoch entlassen und der fertige Film erhielt schlechte Kritiken. 1983 schrieb Hughes das Drehbuch zu Die schrillen Vier auf Achse, welches auf seiner Kurzgeschichte Vacation '58 basierte. Die Komödie mit Chevy Chase und Beverly D’Angelo in den Hauptrollen war so erfolgreich, dass es mit denselben Schauspielern noch Fortsetzungen gab, zu denen Hughes ebenfalls das Drehbuch verfasste: Der in Europa spielende Hilfe, die Amis kommen (1985) und der von einem chaotischen Weihnachtsfest handelnde Schöne Bescherung (1989). Beim dritten Film dieser Reihe fungierte Hughes zudem als Produzent. Ebenfalls 1983 schrieb er das Drehbuch zur Komödie Mr. Mom, die wie Die schrillen Vier auf Achse ein großer Erfolg war und den Namen John Hughes in Hollywood etablierte.

### Erfolge als Regisseur
John Hughes hatte Anfang der 1980er-Jahre einige der damals beliebten Teenager-Filme gesehen und war der Meinung, dass er bessere Werke produzieren könnte. 1984 erschien die Komödie Das darf man nur als Erwachsener (Sixteen Candles), für die er Regie und Drehbuch übernahm. Sixteen Candles war ein Erfolg beim Publikum und auch bei Kritikern, die diesem Genre sonst eher ablehnend begegneten. Grund dafür sei gewesen, dass der Film „witzig, aber niemals herablassend“ gewesen sei und die Nöte seiner Hauptfigur ernst genommen habe. Weiter wurde hervorgehoben, dass der Film die amerikanischen Mittelklasse realistisch und zugleich warmherzig inszeniert habe. Hughes Filme werden oft als Zeitdokumente des Geistes der 1980er-Jahre gesehen, auch da der politisch konservative Hughes einige Wertevorstellungen der Reagan-Ära wie Zukunftsoptimismus und den Glauben an die Möglichkeit der Sozialen Mobilität in seine Filmen einfließen ließ.
John Hughes unterschrieb nach Sixteen Candles einen Vertrag bei Paramount Pictures, wo er mehr Einfluss auf die Produktion seiner Filme erhielt. In den nächsten drei Jahren zeigte Hughes sich für eine Reihe von Werken mitverantwortlich, die heute zum großen Teil als Klassiker des Teenagerfilm-Genres gelten: The Breakfast Club (1985), L.I.S.A. – Der helle Wahnsinn (1985), Pretty in Pink (1986), Ferris macht blau (1986) und Ist sie nicht wunderbar? (1987). Besonders der mit einem geringen Budget gedrehte The Breakfast Club, ein Kammerspiel über fünf Jugendliche beim Nachsitzen, und Ferris macht blau, eine lebensbejahende Hymne von Hughes an seine Heimat Chicago, erlangten auch bei Kritikern breite Anerkennung. Roger Ebert nannte Hughes etwa den „Philosophen der Adoleszenz“ und die New York Times schrieb, dass der Name John Hughes „mit einem ganzen Genre identifiziert“ sei, nämlich „Komödien über unzufriedene Jugendliche“. Viele der jugendlichen Hauptdarsteller seiner Filme wurden in der Presse als „Brat Pack“ betitelt. Zu dieser Gruppe zählten etwa Molly Ringwald, Matthew Broderick, Judd Nelson, Ally Sheedy und Anthony Michael Hall.
Mit seinen Filmen ab 1987 wandte Hughes sich wieder mehr erwachsenen Figuren zu. Bei der mit guten Kritiken bedachten Komödie Ein Ticket für Zwei (1987), in der Steve Martin und John Candy vor Thanksgiving eine turbulente Irrfahrt durch die USA erleben, war er als Regisseur, Drehbuchautor und Produzent tätig. 1989 folgte Allein mit Onkel Buck, in welchem ein überforderter John Candy auf seine Nichten und Neffen aufpassen muss. Eine wichtige Rolle in Allein mit Onkel Buck hatte Kinderstar Macaulay Culkin, der später in Kevin – Allein zu Haus (1990) und Kevin – Allein in New York (1992) die Hauptrolle übernahm, bei denen John Hughes als Drehbuchautor und Produzent verantwortlich war. Die Kevin-Filme waren Anfang der 1990er-Jahre die größten kommerziellen Erfolge seiner Karriere. In vielen seiner Werke wie Kevin oder den Chevy-Chase-Komödien spielt die Familie als wichtiger, wenngleich nicht unproblematischer Anker in der schwierigen Alltagswelt eine entscheidende Rolle.

### Zunehmender Rückzug aus dem Filmgeschäft
Die Komödie Curly Sue – Ein Lockenkopf sorgt für Wirbel, bei der er Regie, Drehbuch und Produktion übernahm, erfuhr 1991 eine eher schwache Rezeption. Curly Sue sollte die letzte Regiearbeit von John Hughes werden. Anfang der 1990er-Jahre begann er trotz kommerzieller Erfolge damit, sich aus dem Hollywood-Geschäft zurückzuziehen, da er mehr Zeit mit seiner Familie verbringen wollte. Als weitere Gründe für den Rückzug werden genannt, dass Hughes auf größere kreative Freiheiten bei seinen Filmen pochte, weshalb er sich häufiger Auseinandersetzungen mit den Produzenten lieferte; außerdem der frühe Tod seines engen Freundes und mehrmaligen Hauptdarstellers John Candy im Jahr 1994.
In den 1990ern war Hughes noch als Produzent und Drehbuchautor an Familienfilmen wie Dennis (1993), Das Wunder von Manhattan (1994), 101 Dalmatiner (1996) und Flubber (1997) beteiligt, die Regie dieser Produktionen übernahm er allerdings nicht mehr. Für seine Drehbücher verwendete Hughes in den Filmcredits ab den 1990er-Jahren auch regelmäßig das Pseudonym Edmond Dantès, der Name der Hauptfigur im Literaturklassiker Der Graf von Monte Christo von Alexandre Dumas dem Älteren. Nach 2003 arbeitete Hughes nicht mehr als Drehbuchautor, als seine letzte Arbeit im Filmgeschäft lieferte er die Grundidee für die 2008 erschienene Komödie Drillbit Taylor – Ein Mann für alle Unfälle.

### Privatleben und Tod
Hughes war von 1970 bis zu seinem Tod mit Nancy Ludwig (1951–2019), die er seit seiner Schulzeit kannte, verheiratet. Mit ihr hatte er zwei Söhne. Er lebte lange in der Nähe von Chicago, zuletzt zurückgezogen auf einer Farm in Williams Bay, Wisconsin. Sein Sohn John Hughes III. arbeitet als Musiker, während James sich als Drehbuchautor und Produzent versucht hat. John Hughes starb im August 2009 im Alter von 59 Jahren an einem Herzinfarkt, als er einen Spaziergang im New Yorker Stadtteil Manhattan machte.

## Filmografie (Auswahl)
| Jahr | Filmtitel                                                     | Regisseur | (Executive) Produzent | Autor | Weiteres | -                                                        |
| ---- | ------------------------------------------------------------- | --------- | --------------------- | ----- | -------- | -------------------------------------------------------- |
| 1982 | Ich glaub’ mein Straps funkt SOS (Class Reunion)              |           |                       | ✘     | ✘        | Cameo-Auftritt                                           |
| 1983 | Mr. Mom                                                       |           |                       | ✘     |          |                                                          |
| 1983 | Die schrillen Vier auf Achse (National Lampoon’s Vacation)    |           |                       | ✘     | ✘        | Auch Songschreiber für „Walley World National Anthem“    |
| 1983 | Insel der Piraten (Nate and Hayes)                            |           |                       | ✘     |          |                                                          |
| 1984 | Das darf man nur als Erwachsener (Sixteen Candles)            | ✘         |                       | ✘     |          |                                                          |
| 1985 | The Breakfast Club                                            | ✘         | ✘                     | ✘     | ✘        | Cameo-Auftritt als Brians Vater                          |
| 1985 | Hilfe, die Amis kommen (National Lampoon’s European Vacation) |           |                       | ✘     |          |                                                          |
| 1985 | L.I.S.A. – Der helle Wahnsinn (Weird Science)                 | ✘         |                       | ✘     |          |                                                          |
| 1986 | Pretty in Pink                                                |           | ✘                     | ✘     |          |                                                          |
| 1986 | Ferris macht blau (Ferris Bueller’s Day Off)                  | ✘         | ✘                     | ✘     | ✘        | Cameo-Auftritt: Mann zwischen Taxis (ungenannt)          |
| 1987 | Ist sie nicht wunderbar? (Some Kind of Wonderful)             |           | ✘                     | ✘     |          |                                                          |
| 1987 | Ein Ticket für Zwei (Planes, Trains & Automobiles)            | ✘         | ✘                     | ✘     | ✘        | Auch Songschreiber für „I Can Take Anything“             |
| 1988 | She’s Having a Baby                                           | ✘         | ✘                     | ✘     |          |                                                          |
| 1988 | Great Outdoors – Ferien zu dritt (The Great Outdoors)         |           | ✘                     | ✘     |          |                                                          |
| 1989 | Allein mit Onkel Buck (Uncle Buck)                            | ✘         | ✘                     | ✘     |          |                                                          |
| 1989 | Schöne Bescherung (Christmas Vacation)                        |           | ✘                     | ✘     |          |                                                          |
| 1990 | Kevin – Allein zu Haus (Home Alone)                           |           | ✘                     | ✘     |          |                                                          |
| 1991 | Kevins Cousin allein im Supermarkt (Career Opportunities)     |           | ✘                     | ✘     |          |                                                          |
| 1991 | Mama, ich und wir zwei (Only the Lonely)                      |           | ✘                     |       |          |                                                          |
| 1991 | Der Giftzwerg (Dutch)                                         |           |                       | ✘     |          |                                                          |
| 1991 | Curly Sue – Ein Lockenkopf sorgt für Wirbel (Curly Sue)       | ✘         | ✘                     | ✘     |          |                                                          |
| 1992 | Ein Hund namens Beethoven (Beethoven)                         |           |                       | ✘     |          |                                                          |
| 1992 | Kevin – Allein in New York (Home Alone 2: Lost in New York)   |           | ✘                     | ✘     |          |                                                          |
| 1993 | Dennis (Dennis the Menace)                                    |           | ✘                     | ✘     |          |                                                          |
| 1993 | Eine Familie namens Beethoven (Beethoven’s 2nd)               |           |                       |       | ✘        | Basierend auf seinen Figuren, keine Drehbuch-Beteiligung |
| 1994 | Juniors freier Tag (Baby’s Day Out)                           |           | ✘                     | ✘     |          |                                                          |
| 1994 | Das Wunder von Manhattan (Miracle on 34th Street)             |           | ✘                     | ✘     |          |                                                          |
| 1996 | 101 Dalmatiner (101 Dalmatians)                               |           | ✘                     | ✘     |          |                                                          |
| 1997 | Flubber                                                       |           | ✘                     | ✘     |          |                                                          |
| 1997 | Wieder allein zu Haus (Home Alone 3)                          |           | ✘                     | ✘     |          |                                                          |
| 1998 | Reach the Rock                                                |           | ✘                     | ✘     |          |                                                          |
| 2000 | Beethoven: Urlaub mit Hindernissen (Beethoven’s 3rd)          |           |                       |       | ✘        | Basierend auf seinen Figuren, keine Drehbuch-Beteiligung |
| 2001 | Just Visiting                                                 |           |                       | ✘     |          |                                                          |
| 2001 | New Port South                                                |           | ✘                     |       |          |                                                          |
| 2001 | Beethoven 4 – Doppelt bellt besser (Beethoven’s 4th)          |           |                       |       | ✘        | Basierend auf seinen Figuren, keine Drehbuch-Beteiligung |
| 2002 | Manhattan Love Story (Maid in Manhattan)                      |           |                       |       | ✘        | Idee von Hughes                                          |
| 2003 | Kevin – Allein gegen alle (Home Alone 4)                      |           |                       |       | ✘        | Basierend auf seinen Figuren, keine Drehbuch-Beteiligung |
| 2008 | Drillbit Taylor – Ein Mann für alle Unfälle (Drillbit Taylor) |           |                       |       | ✘        | Idee von Hughes                                          |